# Weston Patrick
Weston Patrick is een civil parish in het bestuurlijke gebied Basingstoke and Deane, in het Engelse graafschap Hampshire.